# Gilberto Fortunato
Gilberto Valdenésio Fortunato (sinh ngày 11 tháng 7 năm 1987) là một cầu thủ bóng đá người Brasil thi đấu ở vị trí tiền đạo cho câu lạc bộ Singapore Hougang United.